# Nathan Tella
Nathan Adewale Temitayo Tella (* 5. Juli 1999 in London-Lambeth) ist ein nigerianisch-englischer Fußballspieler. Er steht seit August 2023 beim deutschen Bundesligisten Bayer 04 Leverkusen unter Vertrag.

## Karriere
Nathan Tella begann 2007 in der Jugend des FC Arsenal mit dem Fußballspielen. Zehn Jahre später wechselte er in den Süden Englands und stieg in die zweite Mannschaft des FC Southampton ein. Für diese kam er zwischen April 2017 und März 2022 zu wettbewerbsübergreifend 46 Spielen, in denen er 12 Tore erzielte. Seine erste Berücksichtigung für die erste Mannschaft der Saints erfuhr Tella im Juni 2020, als er am 30. Spieltag der Premier League in einem Auswärtsspiel bei Norwich City kurz vor Spielende eingewechselt wurde. In den folgenden zwei Spielzeiten kam er jeweils 18- und 14-mal für den FC Southampton in der Liga zum Einsatz.
Für die Saison 2022/23 wechselte Tella nach dem 2. Spieltag auf Basis einer Leihe zum FC Burnley, der zuvor aus der Premier League abgestiegen war. Unter Cheftrainer Vincent Kompany war er Stammspieler und absolvierte für den Verein aus der Grafschaft Lancashire 45 von möglichen 52 Partien. In der EFL Championship war Tella mit 17 Treffern der erfolgreichste Torschütze seines Vereins sowie ligaweit – zusammen mit Tom Bradshaw – der fünftbeste. Mit am Saisonende 101 Punkten gelang dem FC Burnley der direkte Wiederaufstieg in die Premier League und die Meisterschaft in der Liga. Nach dem Ende seiner Leihe verblieb Tella allerdings in der EFL Championship, da der FC Southampton als Tabellenletzter aus der Premier League in diese zur neuen Saison abgestiegen war.
Ende August 2023 wechselte Tella zum ersten Mal ins Ausland und schloss sich in Deutschland dem Bundesligisten Bayer 04 Leverkusen an. Er erhielt bei den Rheinländern einen Vertrag über rund fünf Jahre bis Mitte 2028.
Im November 2023 wurde er erstmals für die nigerianische Nationalmannschaft nominiert und debütierte in einem WM-Qualifikationsspiel gegen Simbabwe.

## Persönliches
Tella wurde im Juli 1999 im London Borough of Lambeth geboren, einem zentralen Stadtbezirk der britischen Hauptstadt London. Er wuchs in Stevenage als Sohn nigerianischer Eltern auf. Tella ist als britischer Staatsangehöriger geboren worden und zeigte unter anderem während seiner Zeit beim FC Burnley öffentlich Interesse am Erwerb der nigerianischen Staatsbürgerschaft, um anschließend für die nigerianische Nationalmannschaft auflaufen zu können. Bis zum April 2023 war laut Tella der Verband des Landes jedoch noch nicht an ihn herangetreten. Im Laufe des Jahres 2023 erwarb er schließlich die nigerianische Staatsangehörigkeit.

## Titel
- Deutscher Meister: 2024 (Bayer 04 Leverkusen)
- Deutscher Pokalsieger: 2024 (Bayer 04 Leverkusen)
- Deutscher Supercupsieger: 2024 (Bayer 04 Leverkusen)